# Cmentarz Świętej Rodziny
Cmentarz Świętej Rodziny – cmentarz rzymskokatolicki przy ul. Smętnej na Sępolnie we Wrocławiu.

## Historia
Cmentarz został założony w roku 1928, jako nekropolia ewangelickich parafii św. Marii Magdaleny, Gustawa Adolfa na Sępolnie oraz Marcina Lutra. Autorem projektu cmentarza parafii luterańskiej był wrocławski architekt krajobrazu Paul Hatt. Według projektu większość kwater grzebalnych zajmowała przestrzeń na przedpolu kaplicy zachowując symetrię w stosunku do głównej alei. Kaplica cmentarna jest natomiast dziełem architekta Ericha Graua.
Po wojnie przejęty przez katolicką parafię św. Rodziny. Obecnie chowani są tu zmarli także z parafii Biskupina i Dąbia. 
Na cmentarzu znajduje się:
- pomnik Orląt Lwowskich według projektu Jana Sieka (odsłonięty w 1991),
- monument upamiętniający straconych w 1945 roku we Wrocławiu świętokrzyskich partyzantów Armii Krajowej z oddziałów „Szarego” i „Młota”  według projektu Łucji Skomorowskiej-Wilimowskiej (odsłonięty w 1969),
- symboliczny grób błogosławionego męczennika ks. Jerzego Popiełuszki, kapelana „Solidarności” (odsłonięty w 2004)[1]

## Pochowani
- Leszek Baraniecki – profesor nauk geograficznych
- Krzysztof Bartoszewski – inżynier środowiska
- Stanisław Lenartowicz – reżyser filmowy
- Józef Łukaszewicz – matematyk, rektor Uniwersytetu Wrocławskiego
- Adam Mazur – Prezes zarządu głównego Stowarzyszenia Inżynierów i Techników Przemysłu Chemicznego (SITPChem)
- Benedykt Serafin – major piechoty Wojska Polskiego, obrońca Grodna w 1939
- Hugo Steinhaus – matematyk, współtwórca lwowskiej szkoły matematycznej
- Bronisław Szeptunowski – działacz niepodległościowy i spółdzielczy związany z Lidą, poseł na Sejm Litwy Środkowej

## Zdjęcia cmentarza

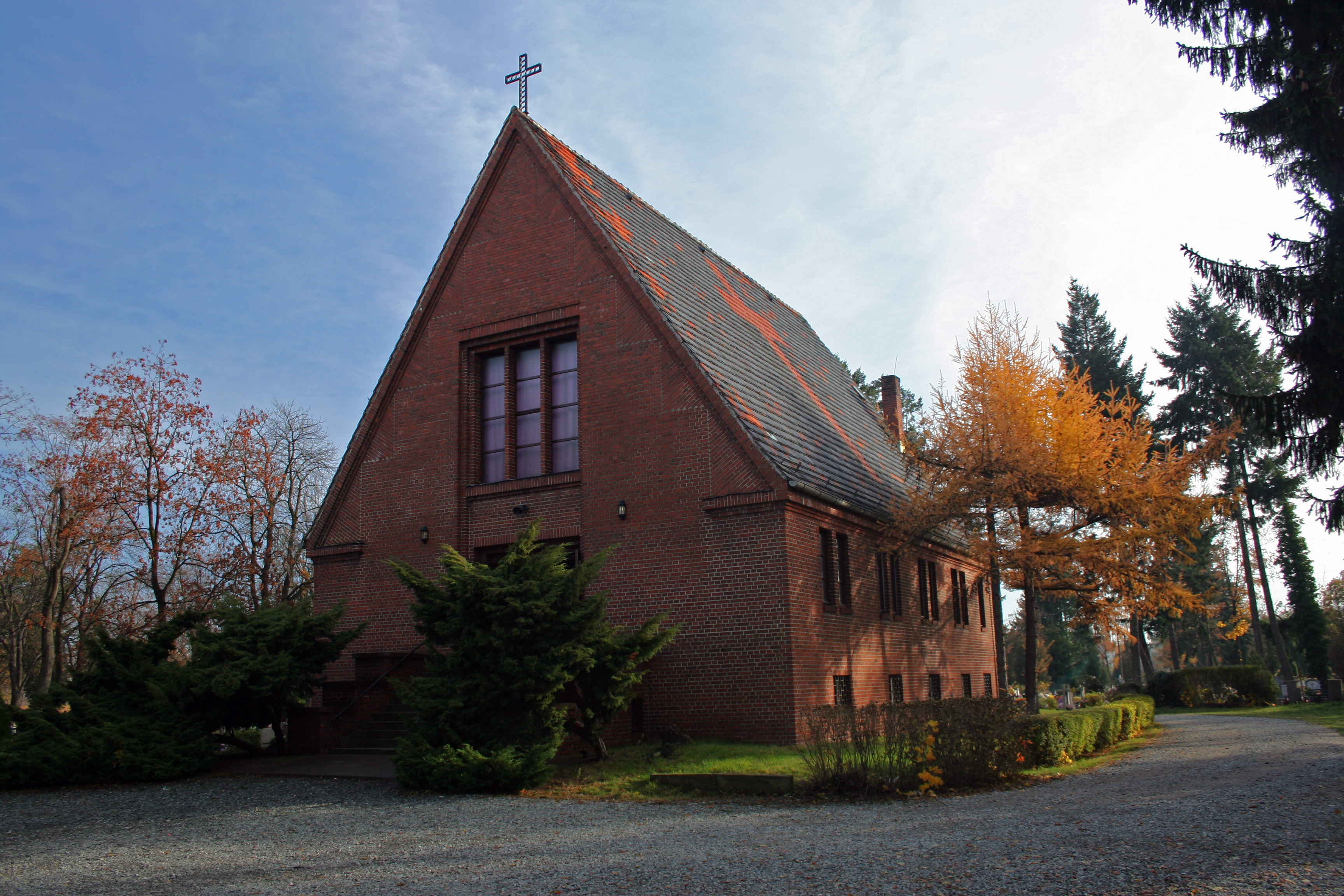
Kaplica cmentarna
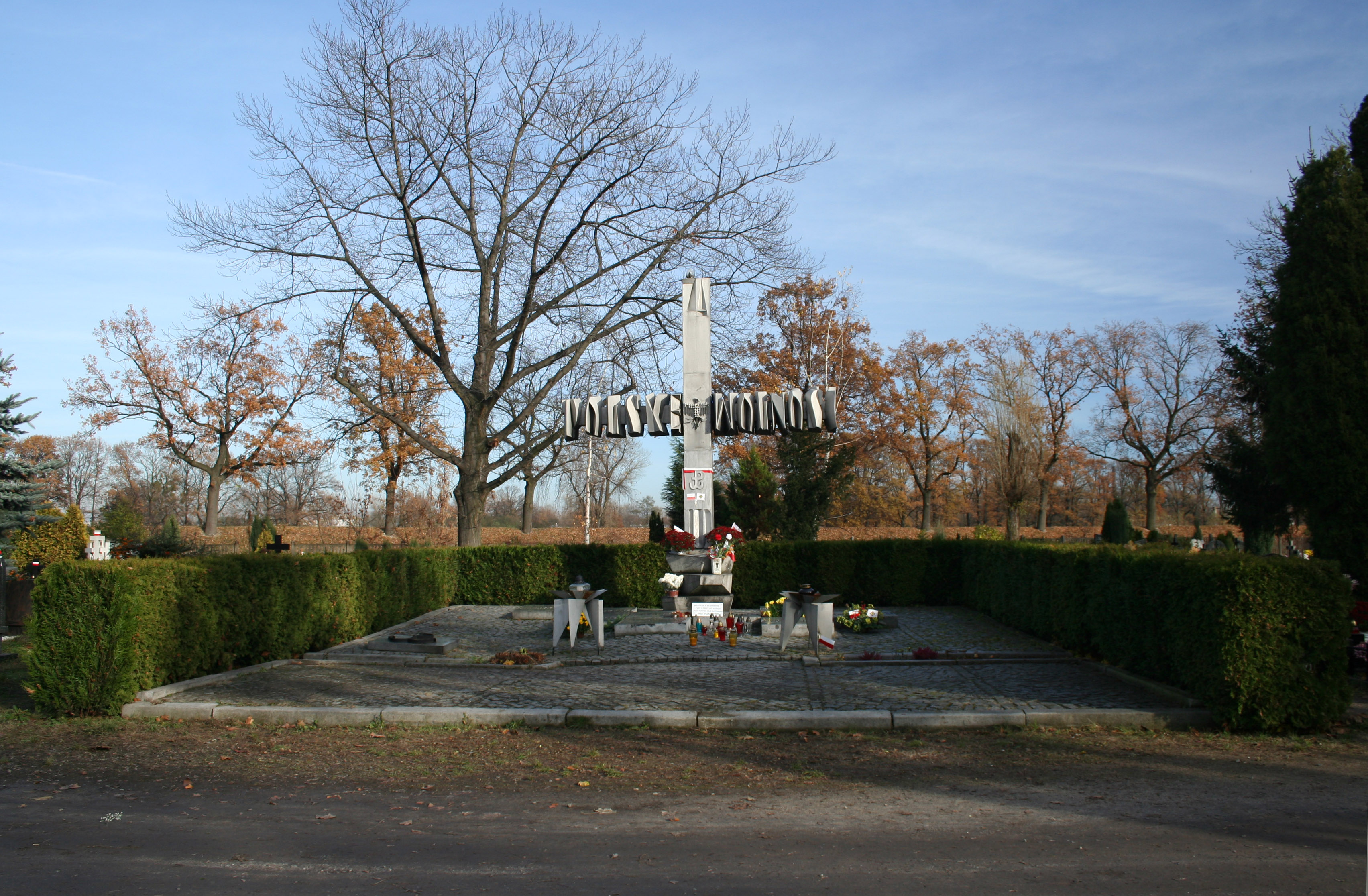
Pomnik żołnierzy Armii Krajowej
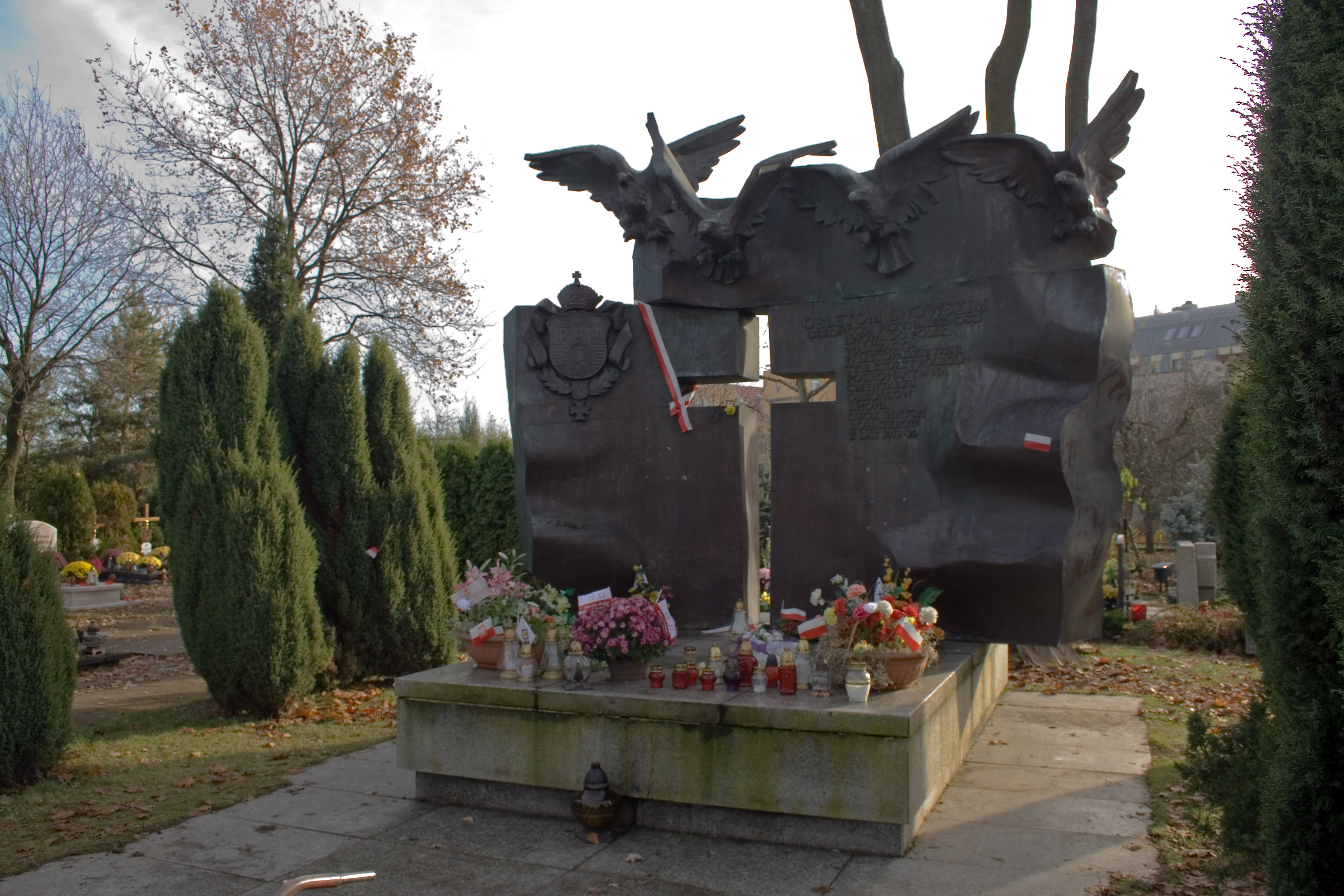
Pomnik Orląt Lwowskich
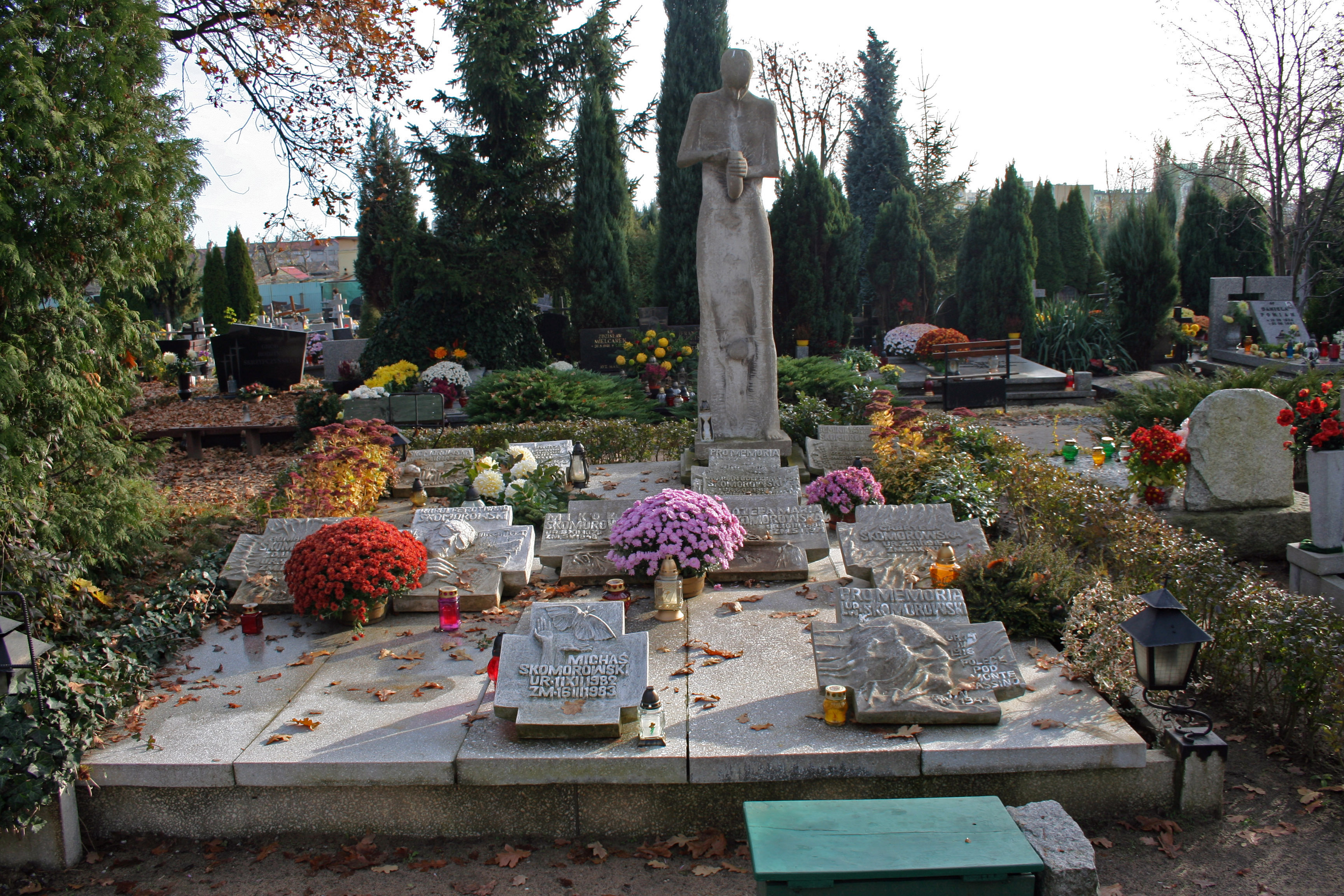
Grób rodziny Skomorowskich